# Dominic Ressel
Dominic Ressel (Quiel, 5 de outubro de 1993) é um judoca alemão.

## Carreira
Ressel esteve nos Jogos Olímpicos de Verão de 2020 em Tóquio, onde conquistou a medalha de bronze no confronto por equipes mistas como representante da Alemanha, conjunto de judocas que derrotou o time holandês.